# سورت (گجرات)
سورَت (به گجراتی: સુરત) که گاهی به شکل صورت هم نوشته شده‌است، دومین شهر بزرگ استان گجرات هند است و مرکز بخش سورت نیز به حساب می‌آید. از سال ۲۰۰۹ سورت به عنوان یک کلان‌شهر با ۵٫۰۶ میلیون جمعیت محسوب می‌شود و این شهر هشتمین شهر بزرگ هند و شصت و پنجمین شهر بزرگ دنیاست.
شهر بندری سورت از مراکز مهم اقتصادی ایالت گجرات در نوار ساحل غربی هندوستان واقع شده‌است. این شهر از دیرباز مورد توجه پارسیان هند بوده و هم‌اکنون یکی از کانون‌های زندگی و تجارت پارسیان هند به‌شمار می‌آید.